# Achim Tobler

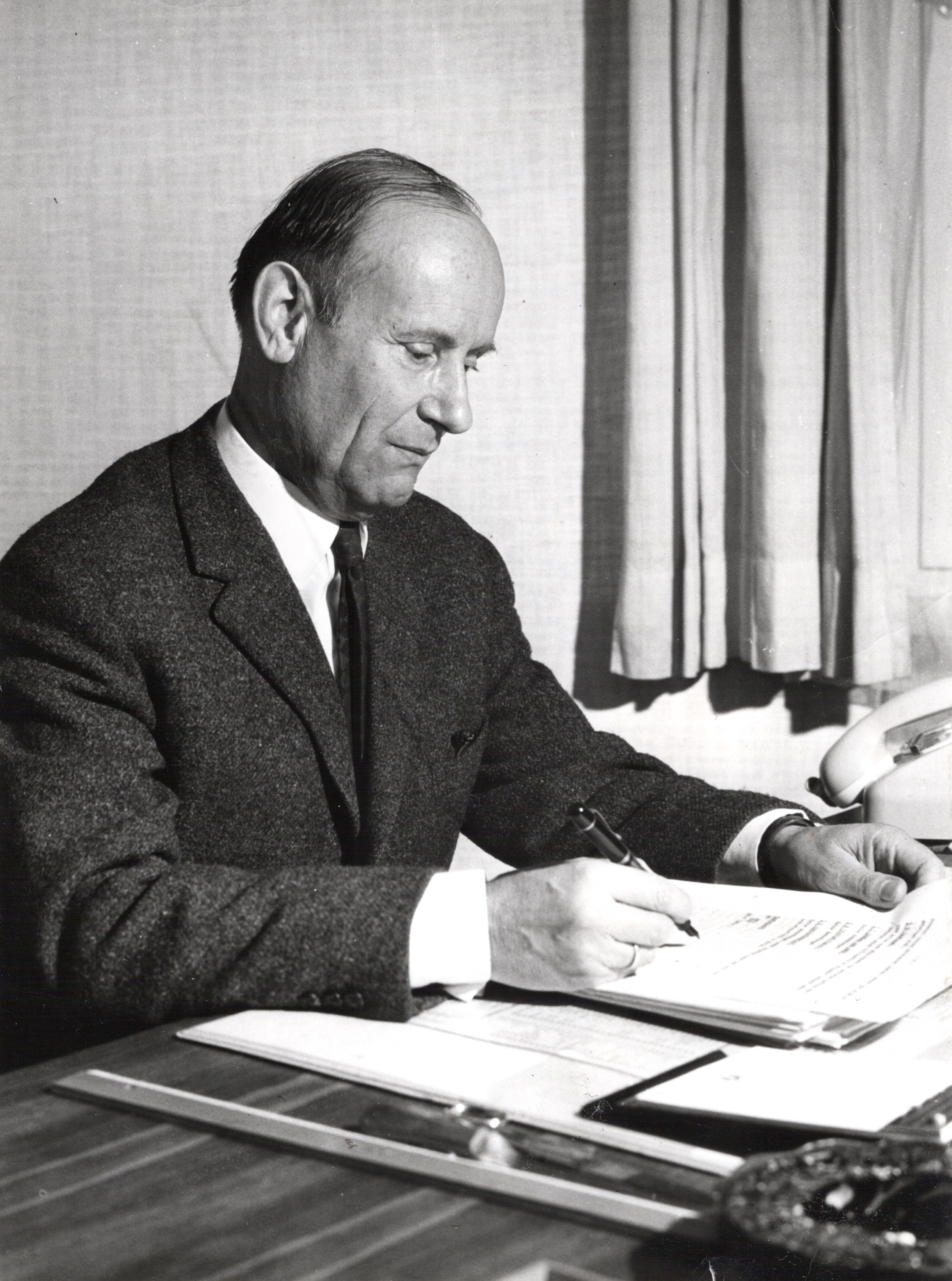
Achim Tobler (1968)

Achim Tobler (geboren 11. März 1908 in Breslau; gestorben 2. Januar 1995 in Solingen) war ein schweizerisch-deutscher Jurist, Volkswirt und Industriemanager.

## Leben
Achim Tobler war ein Enkel des Schweizer Volkskundlers Johann Ludwig Tobler (1827–1895). Sein Vater Ludwig Tobler (1877–1915) war Direktor der Kinderklinik an der Universität Breslau. Letzterer war seit 1907 mit Bertha Scholl (1883–1957) verheiratet. Nach dem frühen Tod des Vaters zog die Familie 1915 nach Heidelberg, wo Bertha Tobler über ihre Schwägerin Mina Tobler in den Kreis um Helene Weber und Max Weber aufgenommen wurde. Tobler besaß zeitlebens die deutsche und die schweizerische Staatsangehörigkeit.
Er besuchte das humanistische Gymnasium in Heidelberg und studierte dort, in Genf und London Jura und Volkswirtschaftslehre. Das juristische Referendarexamen legte er im Frühjahr 1931 in Heidelberg ab. Während des Vorbereitungsdienstes wurde er mit der selbständigen Vertretung abwesender Beamter betraut. U. a. arbeitete er als Staatsanwalt, Notar und Amtsrichter. Neben dieser beruflichen Tätigkeit setzte er sein wirtschaftswissenschaftliches Studium fort und begann seine Dissertation über die aktuelle französische Handelspolitik am Institut für Sozial- und Staatswissenschaften der Philosophischen Fakultät Heidelberg. Ab Herbst 1932 studierte er als Stipendiat des Deutschen Akademischen Austauschdienstes (DAAD) für ein Jahr in Lyon in Frankreich, wo er auch auf dem deutschen Konsulat beschäftigt wurde. Das Große Juristische Staatsexamen schloss er im Sommer 1935 in Stuttgart mit dem Prädikatsexamen „gut“ ab. Fast gleichzeitig wurde er in Heidelberg zum Thema Die französische Handelspolitik in der Weltwirtschaftskrise – Herbst 1929 bis Frühjahr 1936 an der 1934 eingerichteten Staats- und Wirtschaftswissenschaftlichen Fakultät bei Arnold Bergstraesser summa cum laude als Volkswirtschaftler (Dr. rer. pol.) promoviert.
1933 trat Tobler in die SS und in die Reiter-SS ein, sein Parteieintritt in die NSDAP zog sich wegen der Mitgliederaufnahmesperre bis 1937 hin. 1939 ließ er sich für den Sicherheitsdienst des Reichsführers SS (SD) verpflichten.
Nach dem zweiten Staatsexamen ging Tobler im November 1935 als Referent für Rohstofffragen an das badische Finanz- und Wirtschaftsministerium zu Ministerpräsident Walter Köhler (NSDAP). 1936 avancierte er zum Abteilungsleiter Rohstoffverteilung bei der Vierjahresplanbehörde in Berlin und stieg 1937 zum Vertreter des Reichskommissars für Altmaterialverwertung auf.
Am 1. Juni 1938 wurde Tobler zum Werksleiter der Aluminium GmbH Rheinfelden ernannt mit einem Grundgehalt von 12.000 RM und später einer ebenso hohen Tantieme. Ausschlaggebend für die Berufung waren vor allem seine Schweizer Herkunft und seine persönliche Eignung. Das Unternehmen gehörte kapitalmäßig zur von Max Huber geleiteten Schweizer AIAG, war aber zum 1. Januar 1937 als reichsdeutsche GmbH herausgelöst worden. Unter Toblers Leitung wurden die im Vierjahresplan vorgesehenen Kapazitätserweiterungen umgesetzt und das für die Kriegsführung erforderliche Metall produziert. In Rheinfelden wurden während des Zweiten Weltkriegs französische, sowjetische und italienische Kriegsgefangene sowie Zwangsarbeiter aus 14 Nationen eingesetzt. Die nach Nationalität sehr unterschiedlichen, teilweise aber sehr prekären Lebensverhältnisse waren in der Konzernzentrale in Chippis bekannt, was dort nach Kriegsende geleugnet wurde. Die Schweizer Konzernmutter entließ Tobler 1945 und distanzierte sich von ihm. Nachdem die befürchtete Beschlagnahme des Aluminiumwerkes durch die Alliierten im Sinne der AIAG abgewehrt war, zahlte man ihm 1950 eine Abfindung und übernahm Anwaltskosten. In der Kommune Rheinfelden war Tobler Erster Beigeordneter und in Säckingen Kreisrat.
Tobler wurde ab Juni 1945 bis August 1947 in Freiburg im Breisgau von der französischen Besatzungsmacht interniert, danach war er bis November 1948 im Freiburger Gefängnis in Haft. Im Januar 1949 wurden er und acht ehemalige Arbeiter sowie ein Angehöriger des Werkschutzes und der Werksarzt wegen Kriegsverbrechen und Verbrechen gegen die Menschlichkeit vor einem französischen Militärgericht angeklagt. Von den elf Angeklagten wurden vier wegen konkreter Handlungen u. a. auch auf Grundlage eigener Geständnisse wegen Misshandlung und/oder Tötung von Zwangsarbeitern zu Strafen zwischen sechs Monaten und drei Jahren verurteilt. Sechs Angeklagte wurden freigesprochen, da ihnen Kriegsverbrechen nicht nachgewiesen werden konnten. Ein Verfahren wurde zur weiteren Beweisaufnahme abgetrennt. Tobler wurde freigesprochen.
Tobler wurde von der Freiburger Spruchkammer im April 1949 als „minderbelastet“ eingestuft unter der Auflage eines zeitweisen Berufsverbots. Mit Hilfe seines ehemaligen Vorgesetzten Hans Constantin Paulssen wurde er letztendlich als „Mitläufer“ eingestuft. Tobler arbeitete nun am Tübinger „Institut für Besatzungsfragen“ bei Gustav von Schmoller. Zusammen mit Hedwig Maier gaben sie das Handbuch des Besatzungsrechts heraus. Nach dem Wechsel von Schmollers in den Auswärtigen Dienst 1952 leiteten Maier und Tobler gemeinsam das Institut. Er war auch Mitautor im von Hans-Jürgen Schlochauer ab 1960 neu herausgegebenen Wörterbuch des Völkerrechts.

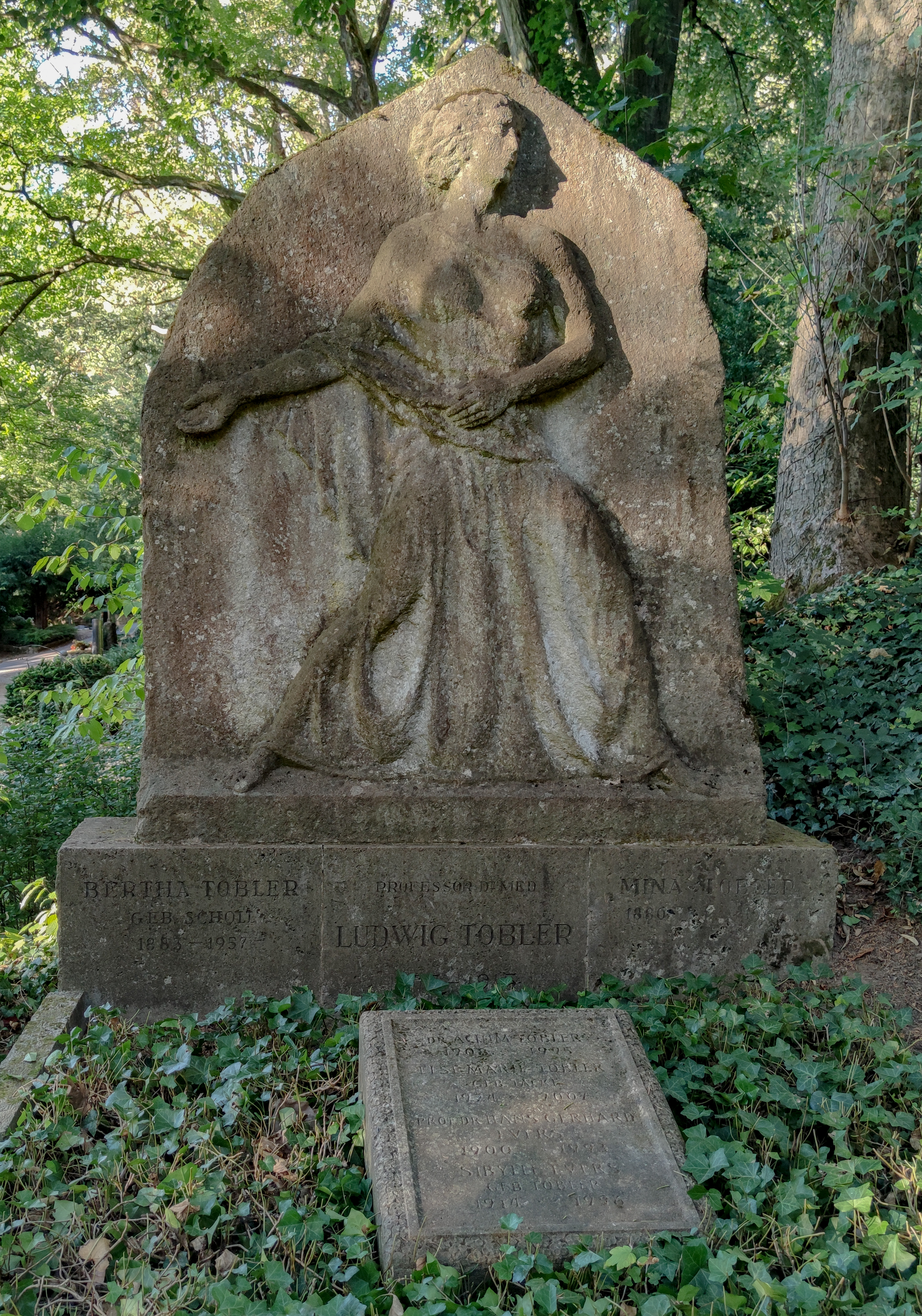
Familiengrab Tobler in Heidelberg, Grabmalgestaltung von Hermann Haller

Mit dem Auslaufen des Besatzungsregimes und der nachlassenden Bedeutung des Besatzungsrechts endete die Zeit intensiver rechtswissenschaftlicher Arbeit und Tobler wechselte wieder in die Industrie. Am 1. September 1956 übernahm er als Werksleiter das zu den Schwäbischen Hüttenwerken gehörende Zweigwerk in Friedrichstal bei Freudenstadt. Das Werk war vor allem für die Produktion von Sensen und Spaten weltweit bekannt, die unter mit Wasserkraft und Treibriemen angetriebenen Schmiedehämmern in unzähligen Varianten und noch mehr Markenbezeichnungen in Handarbeit geschmiedet wurden, um den traditionsverbundenen bäuerlichen Abnehmern gerecht zu werden. Weitere Werksteile wie eine Gießerei und Metallpress- und -stanzwerke ergänzten das vielfältige Portfolio. Um das Werk zukunftssicher zu machen, siedelte Tobler das relativ neue Verfahren des Metallsinterns an. Vom 1. April 1965 bis zur Pensionierung 1973 wechselte Tobler in die Hauptverwaltung der Schwäbischen Hüttenwerke nach Wasseralfingen als Direktor für die Rechtsabteilung, Personal- und Sozialwesen, Export, Werbung und Presse sowie Liegenschaften.
Ehrenamtlich engagierte er sich als Mitglied des Berufsbildungsausschusses bei der IHK Heidenheim und als Vorstandsmitglied und Vorstandsvorsitzender bei der AOK Aalen. Er leitete den Aalener Arbeitskreis „Schule und Wirtschaft“. Zwölf Jahre lang war Tobler Ehrenamtlicher Richter am Amtsgericht Stuttgart. Im Ruhestand widmete er sich mit wissenschaftlicher Akribie der Familiengeschichte, zu der er das umfangreiche „Familienarchiv Tobler“ zusammengetragen und teilweise in privaten Editionen herausgegeben hat.
Tobler war verheiratet mit Else-Marie Tacke (1924–2007) und hatte einen Sohn. Er starb am 2. Januar 1995 in Solingen und wurde auf dem Bergfriedhof in Heidelberg im Familiengrab beigesetzt.

## Schriften (Auswahl)

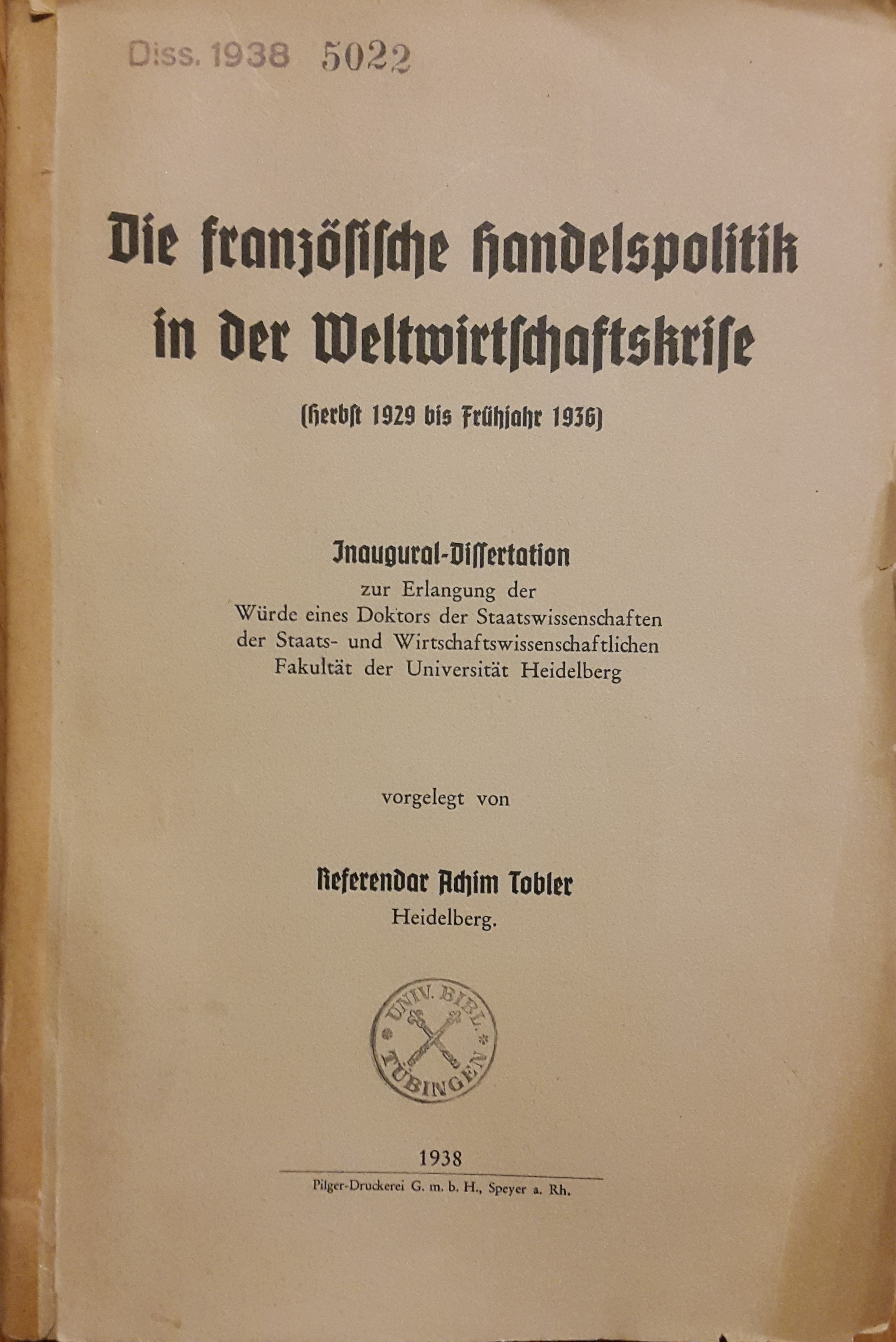
Dissertation (Rigorosum bei Arnold Bergstraesser, 1935)

- Die französische Handelspolitik in der Weltwirtschaftskrise: Herbst 1929 bis Frühjahr 1936. Pilger-Druckerei, Speyer 1938. Zugleich: Heidelberg, Univ., Diss. 1935
- mit Gustav von Schmoller, Hedwig Maier: Handbuch des Besatzungsrechts. Mohr, Tübingen 1951–1957
- mit Hedwig Maier: Die Ablösung des Besatzungsstatuts in der Bundesrepublik Deutschland. In: Europa-Archiv, Dt. Ges. für Auswärtige Politik, Bonn 1955, S. 8081–8097
- Inanspruchnahme von Privateigentum für die Versorgung der Stationierungstruppen. In: Neue Juristische Wochenschrift (NJW), Bd. 8 (1955), S. 1092–1096